# Национално знаме на Палау
Националното знаме на Палау е прието на 1 януари 1981 година. Знамето е съставено от син фон със златен диск в средата. Синият цвят представлява Тихия океан и местоположението на държавата, а дискът символизира Луната.
Изборът на цветовете е базиран на традиционните цветове на народа на Палау. Така синьото въпреки че често се смята, че символизира Тихия океан, то също символизира прехода от колониална към самоуправляваща се държава. Дискът символизира Луната, за която народът вярва, че човекът е най-активен по време на пълнолуние. Също така Луната символизира мира, любовта и спокойствието.

## Знаме през годините
- (1947 – 1965)
- (1965 – 1981)